# قانون القلب
قانون القلب (بالإسبانية: La ley del corazón)‏ هو مسلسل تليينوفيلا كولومبي بُثَّ على تلفزيون آر سي إن عام 2016.

## روابط خارجية
- قانون القلب على موقع IMDb (الإنجليزية)
- قانون القلب على موقع قاعدة بيانات الفيلم (الإنجليزية)